# Hyposoter juanianus
Hyposoter juanianus är en stekelart som först beskrevs av Per Abraham Roman 1920.  Hyposoter juanianus ingår i släktet Hyposoter och familjen brokparasitsteklar. Inga underarter finns listade i Catalogue of Life.